# Al-Zawra'a Sports Club
Maillots
Actualités
Le Al-Zawra'a Sport Club (en arabe : نادي الزوراء الرياضي), plus couramment abrégé en Al-Zawra'a SC, est un club irakien de football fondé en 1969 et basé à Bagdad, la capitale du pays.
C'est le club le plus titré du pays, avec 12 titres de champions et 14 victoires en coupe nationale. Al-Zawra'a a également atteint la finale de la Coupe des Coupes en 2000, finale perdue face aux Japonais de Shimizu S-Pulse.

## Historique
- 1969 : fondation du club sous le nom d'Al Muwasalat
- 1972 : le club est renommé Al Zawra

## Palmarès
| Compétitions nationales | Compétitions internationales                                 |
| --- | ------------------------------------------------------------ |
| - Championnat d'Irak (14) : - Champion : 1975-76, 1976-77, 1978-79, 1990-91, 1993-94, 1994-95, 1995-96, 1998-99, 1999-00, 2000-01, 2006, 2010-11, 2015-16 et 2017-18. - Coupe d'Irak (16) : - Vainqueur : 1975-76, 1978-79, 1980-81, 1981-82, 1988-89, 1989-90, 1990-91, 1992-93, 1993-94, 1994-95, 1995-96, 1997-98, 1998-99, 1999-00, 2016-17 et 2018-19. - Finaliste : 1987-88. | - Coupe d'Asie des vainqueurs de coupe : - Finaliste : 2000. |

## Joueurs célèbres
- Nashat Akram
- Adnan Hamad
- Ahmed Radhi
- Ammo Baba
- Noor Sabri